# Charlerois snabbspårväg
| Spårvagnar vid ändhållplatserna Monument (gatuspår) och Parc (tunnel). |  | Spårvagnar vid ändhållplatserna Monument (gatuspår) och Parc (tunnel). |
| Spårvagnar vid ändhållplatserna Monument (gatuspår) och Parc (tunnel). |  |                                                                        |

Charlerois snabbspårväg (Métro léger de Charleroi, MLC) är ett spårvägssystem i Belgien. Systemet består främst av sträckor på särskild banvall, antingen i markplanet, på viadukt eller i tunnel. Undantaget är en gatuspårssträcka genom Anderlues i väster. Spårvagnarna går i högertrafik, utom längs linjen till Gilly. Spårvägen, som totalt är 25 km lång, trafikeras av det vallonska lokaltrafikbolaget TEC med fyra linjer. Den är internationellt känd för att flera delar byggdes helt, delvis eller färdigt utan att öppnas för kommersiell trafik.

## Linjer
- 54 Sud–Beaux-Arts–Waterloo–Gilly
- 55 Parc–Waterloo–Gilly

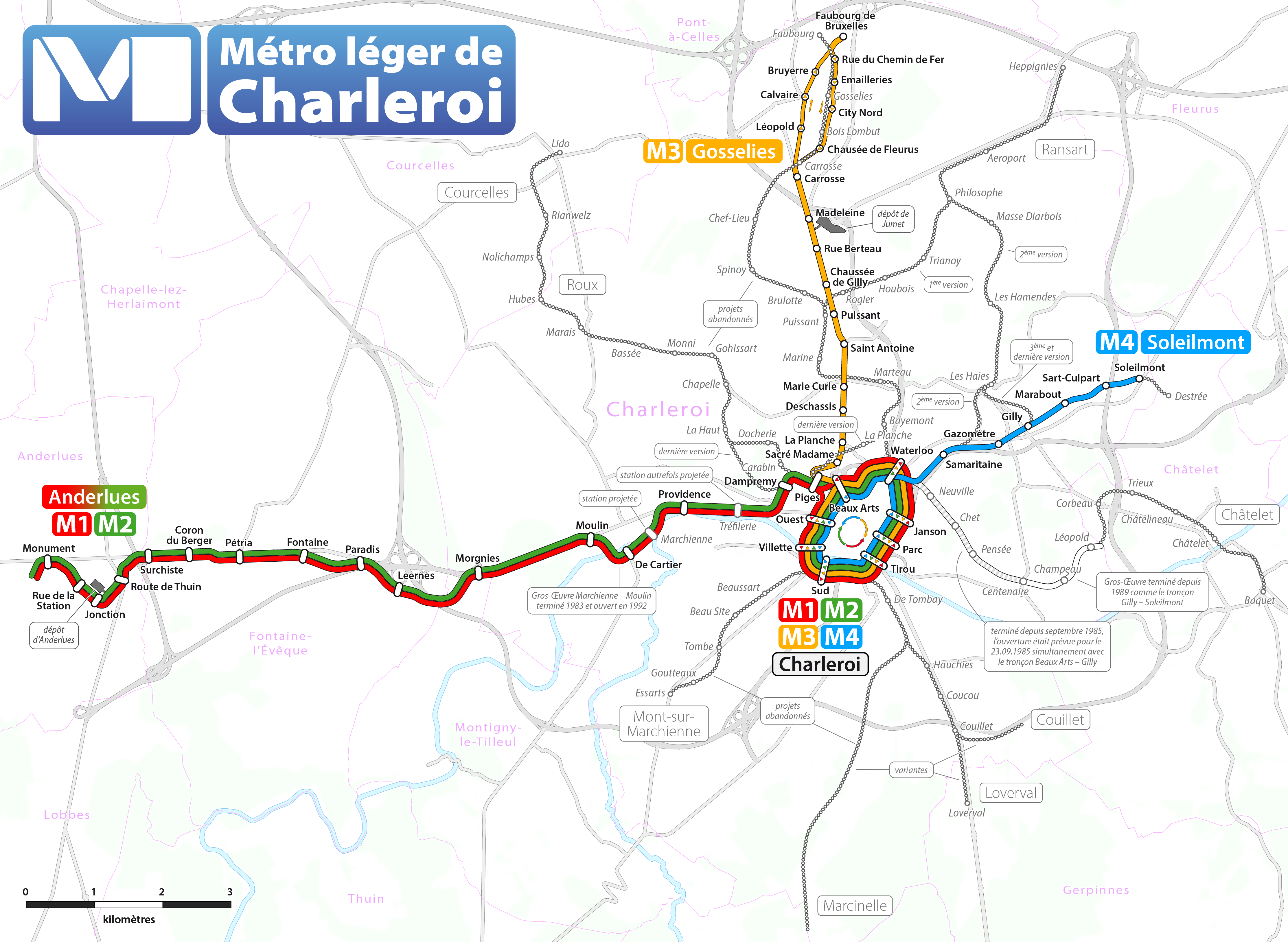
Schematisk karta över linjenätet.

- 88 Parc–Waterloo–Beaux-Arts–Pétria–Anderlues
- 89 Sud–Beaux-Arts–Pétria–Anderlues[1]

## Historia
Den spårbundna lokaltrafiken i Charleroi inleddes 1881 med en kortlivad kilometerlång hästspårväg mellan Gare du Sud och Rue de l'Ecluse. Samma år byggde SCVB (Société des chemins de fer vicinaux belges) en normalspårig häst- och ångdriven spårväg mellan Rue de l'Ecluse och Gilly. 1887 startade ett annat bolag, SNCV (Société nationale des chemins de fer vicinaux) ett nät av meterspåriga ångspårvägar. Båda bolagens nät hade delvis karaktär av interurbanspårväg. De byggde under de kommande åren många nya linjer. 
1903 övertogs SCVB:s linjer av RELSE (Railways économiques de Liège-Seraing et extensions), som elektrifierade systemet och konverterade det till meterspår. RELSE:s trafik i Charleroi övertogs 1904 av dotterbolaget TEPCE (Tramways électriques du pays de Charleroi et extensions), som fram till 1923 även förvaltade SNCV:s linjer. Näten fortsatte att växa, med avbrott för första världskriget, och nådde sin största utsträckning strax före andra världskriget, då konkurrensen från bussar började bli kännbar. TEPCE-nätet var som längst 67 km. 1962 tog TEPCE:s koncession slut, och nätet övertogs av STIC (Société des transports intercommunaux de Charleroi). Vid samma tidpunkt började många av linjerna att ersättas av bussar. 1974 lades den sista STIC-linjen ned.

### Snabbspårväg

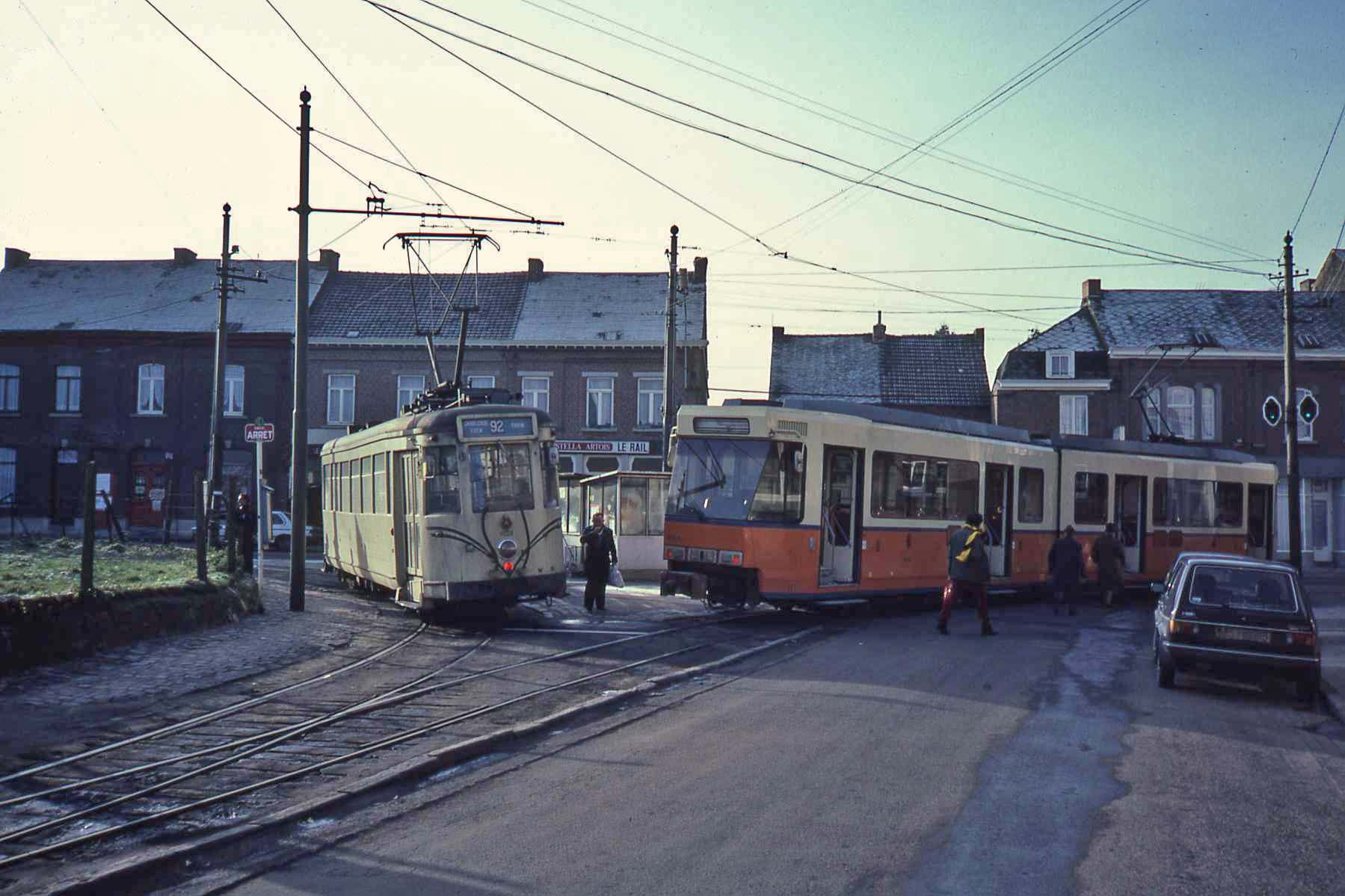
Äldre spårvagn och vagn för snabbspårvägen.

På 1960-talet väcktes idén om en snabbspårväg med hög andel spår på särskild banvall, efter att en utredning visat att resenärerna var missnöjda med försenade spårvagnar, låg hastighet, dålig komfort och brist på bytesmöjligheter. Det första steget skulle vara en 4,3 km lång tunnelring runt Charlerois centrum. Från denna ring skulle åtta banor gå ut till de olika delarna av stor-Charleroi, med 650 000 invånare. Stationsavståndet skulle vara 700–1200 m, och vagnarna skulle hålla en medelhastighet på 30 km/h.
1976 öppnades den första delen av snabbspårvägen, på sträckan Gare du Sud–Gare de l'Ouest. Till en början trafikerades den tillsammans med SNCV:s gatuspår, som i vissa fall fortfarande trafikerades fram till början av 1990-talet innan de konverterades till snabbspårväg eller lades ned. Snabbspårvägsnätet byggdes ut fram till 1996, men bara längs ringen och två av de radiella banorna. Linjen till Châtelineau byggdes delvis, men togs aldrig i drift eftersom kostnaden för drift bedömdes som för hög. Fram till Centenaire blev banan så pass färdigställd att den användes för förarutbildning 1991, men har sedan dess förfallit.

### Övergivna spårvägssträckor

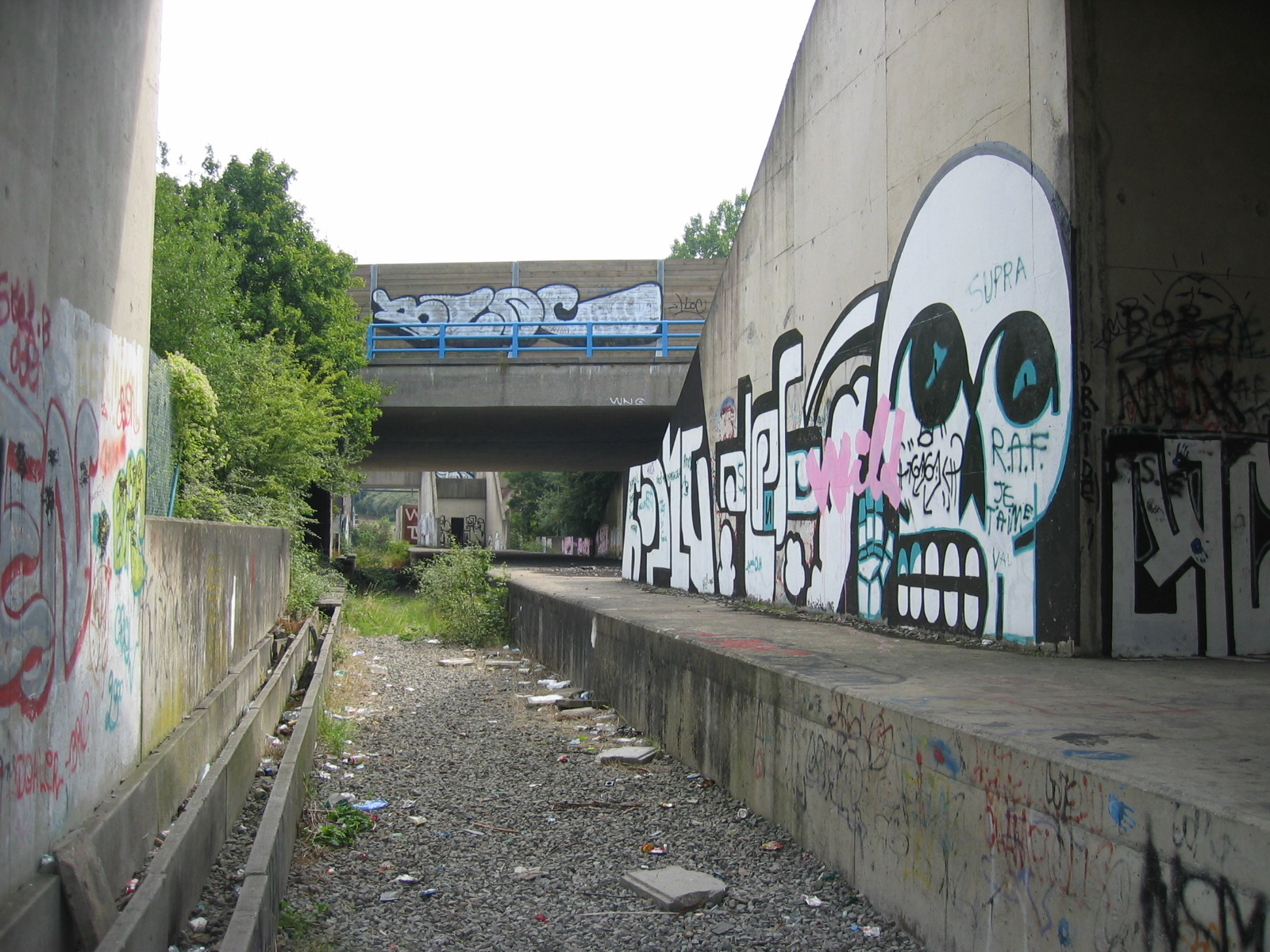
Ofullbordade Sart-Culpart station.

På 1970-talet började man bygga en ny delvis underjordisk spårväg till Chatelineau med slutstation Centenaire station. Linjen byggdes upp med stationerna Neuville, Chet, Pensée och Centenaire. På grund av ekonomiska problem samt att det visade sig att det inte fanns tillräckligt med passagerarunderlag för linjen, så beslöt man att avsluta byggandet. Idag är linjen till stora delar byggd, men det saknas fortfarande spår och signaler. 
I dagsläget är det inte aktuellt att färdigställa sträckan så linjen står övergiven med tomma stationer. En andra linje som byggdes med stationerna Marabout och Sart Culpart planeras dock att färdigställas och öppnas för trafik samt få en ny slutstation Soleimont. 

## Framtidsplaner
2008 inleddes arbeten med att utvidga nätet, men i mindre skala än ursprungligen planerat.
Ringen runt centrum har fullbordas delvis som gatuspår, delvis på särskild banvall. Mellan Parc och Sud byggs en ny hållplats. En ny bro ska också byggas över floden Sambre. Enligt de ursprungliga planerna skulle banan gå i tunnel och på viadukt.
Den gamla spårvägen norrut längs Brysselvägen från Piges till Gosselies ska åter tas i drift. Den lades ned 1988, men spåren finns kvar eftersom Jumet-depån ligger längs linjen. Banan kommer att rustas upp med egna körfält eller särskild banvall så långt som möjligt. Planerna på att bygga en linje till flygplatsen har skjutits på framtiden.
Den delvis färdigställda linjen från Gilly till Soleilmont ska byggas klart, med tre stationer. Linjen till Châtelineau kommer dock inte att tas i drift, åtminstone inte inom en nära framtid.